# Skulpturenufer Remagen
De Skulpturenufer Remagen is een beeldenroute op de linker Rijnoever bij de Duitse stad Remagen.
De beeldenroute wordt sinds 2000 ontwikkeld door de stad Remagen in samenwerking met het Arp Museum Bahnhof Rolandseck. Acht sculpturen en installaties zijn geplaatst tussen Rolandswerth en Remagen. Het totale aantal sculpturen zal nog verder worden uitgebreid.

## De collectie
- Hans Arp: Bewegtes Tanzgeschmeide (1960/70)
- Eberhard Bosslet: Regenfänger (2001)
- Thomas Huber: Ein neues Panorama für Remagen (2001)[1]
- Bittermann & Duka: Geheime Gärten Rolandswerth (2002/03)[2]
- Hamish Fulton: Seven Paces (2003)
- Peter Hutchinson: Thrown Rope, Remagener Arbeit (2003)
- Johannes Brus: Zwei Pferde und ein Boot (2008)
- Erwin Wortelkamp: im Stande (2009)

## Fotogalerij

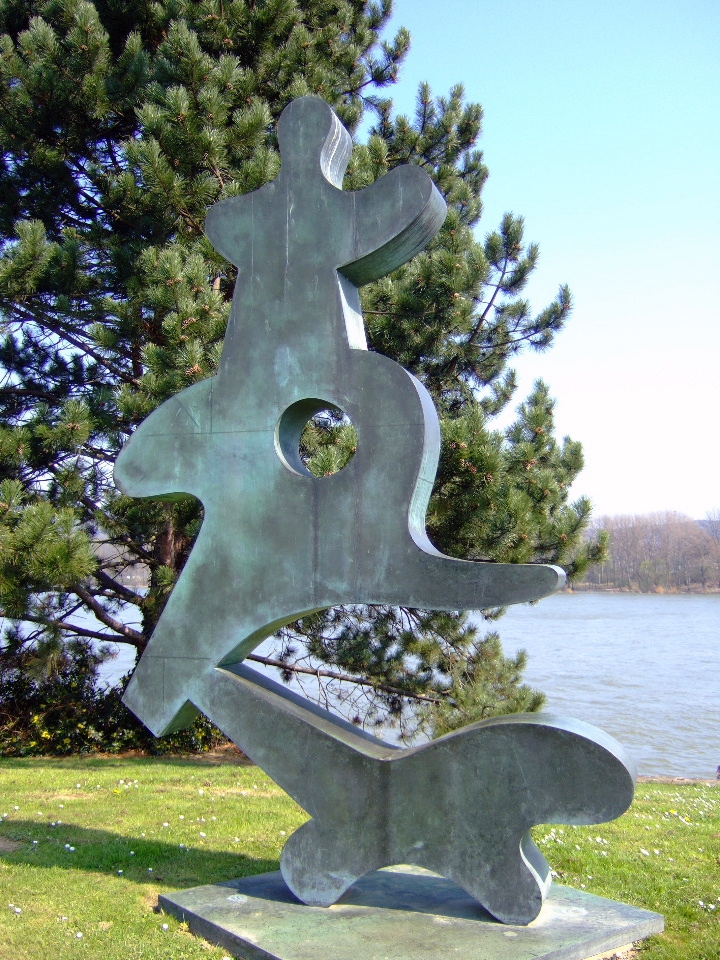
Hans Arp: Bewegtes Tanzgeschmeide
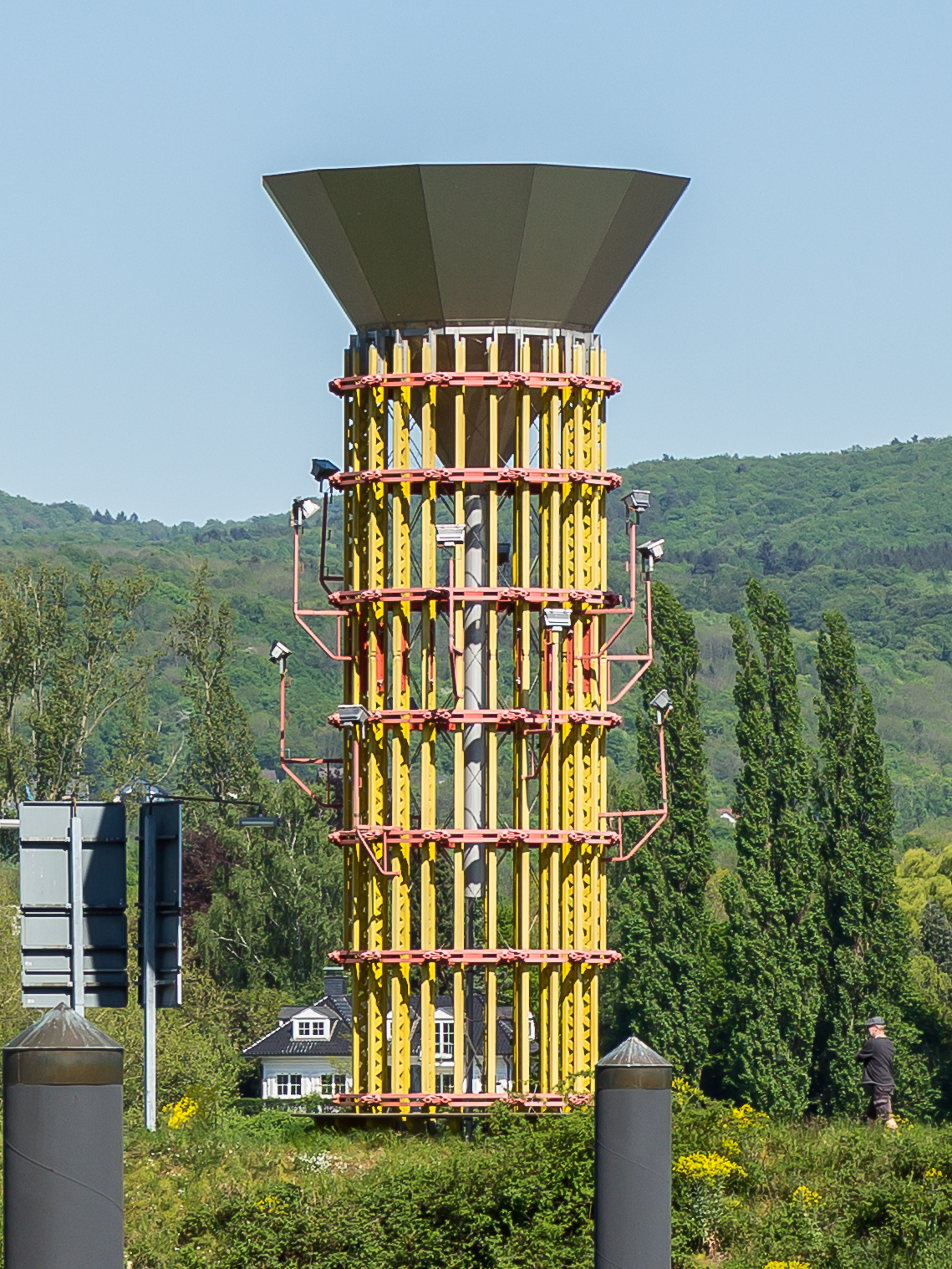
Eberhard Bosslet: Regenfänger
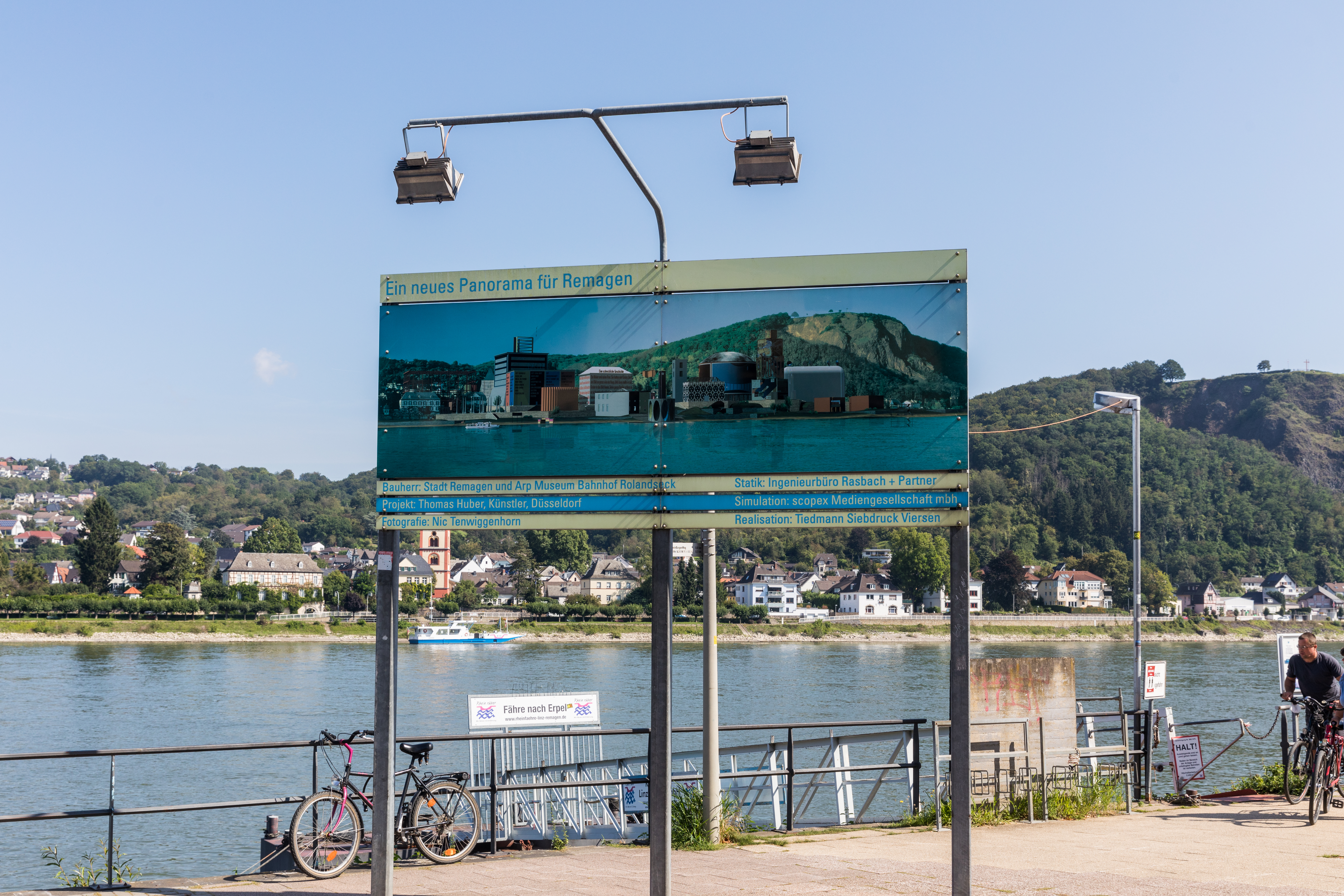
Thomas Huber: Ein neues Panorama für Remagen
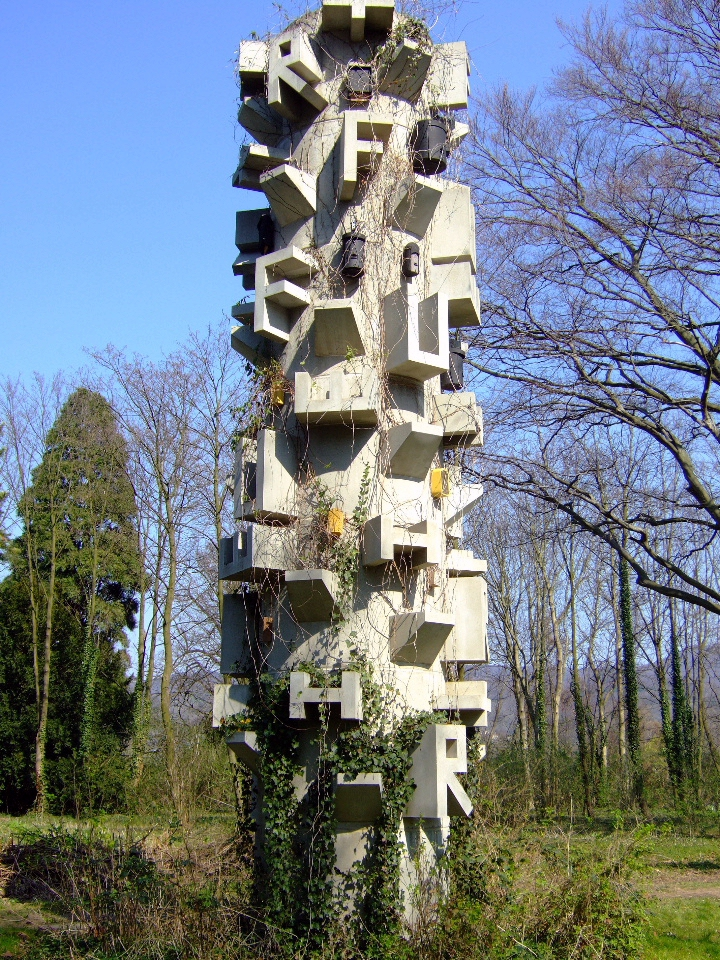
Bittermann & Duka: Geheime Gärten Rolandswerth
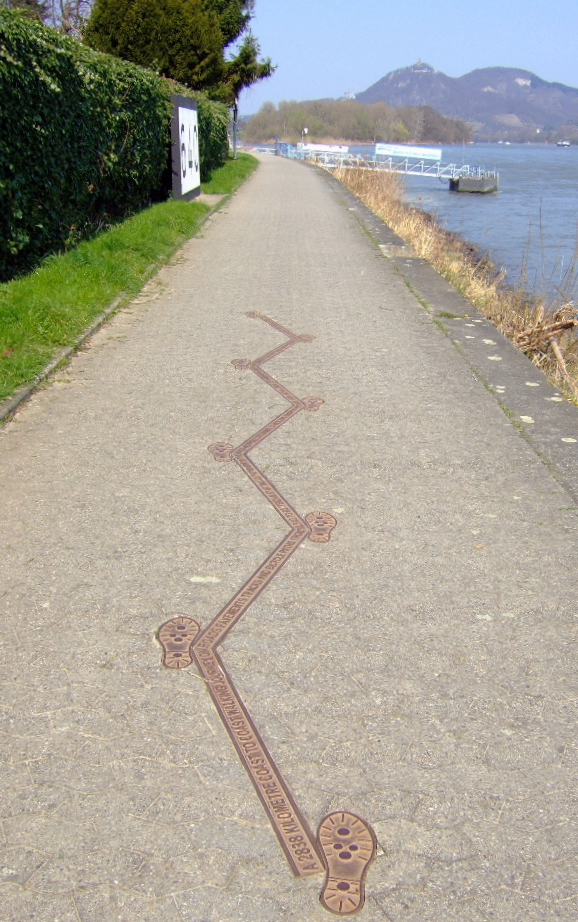
Hamish Fulton: Seven Paces
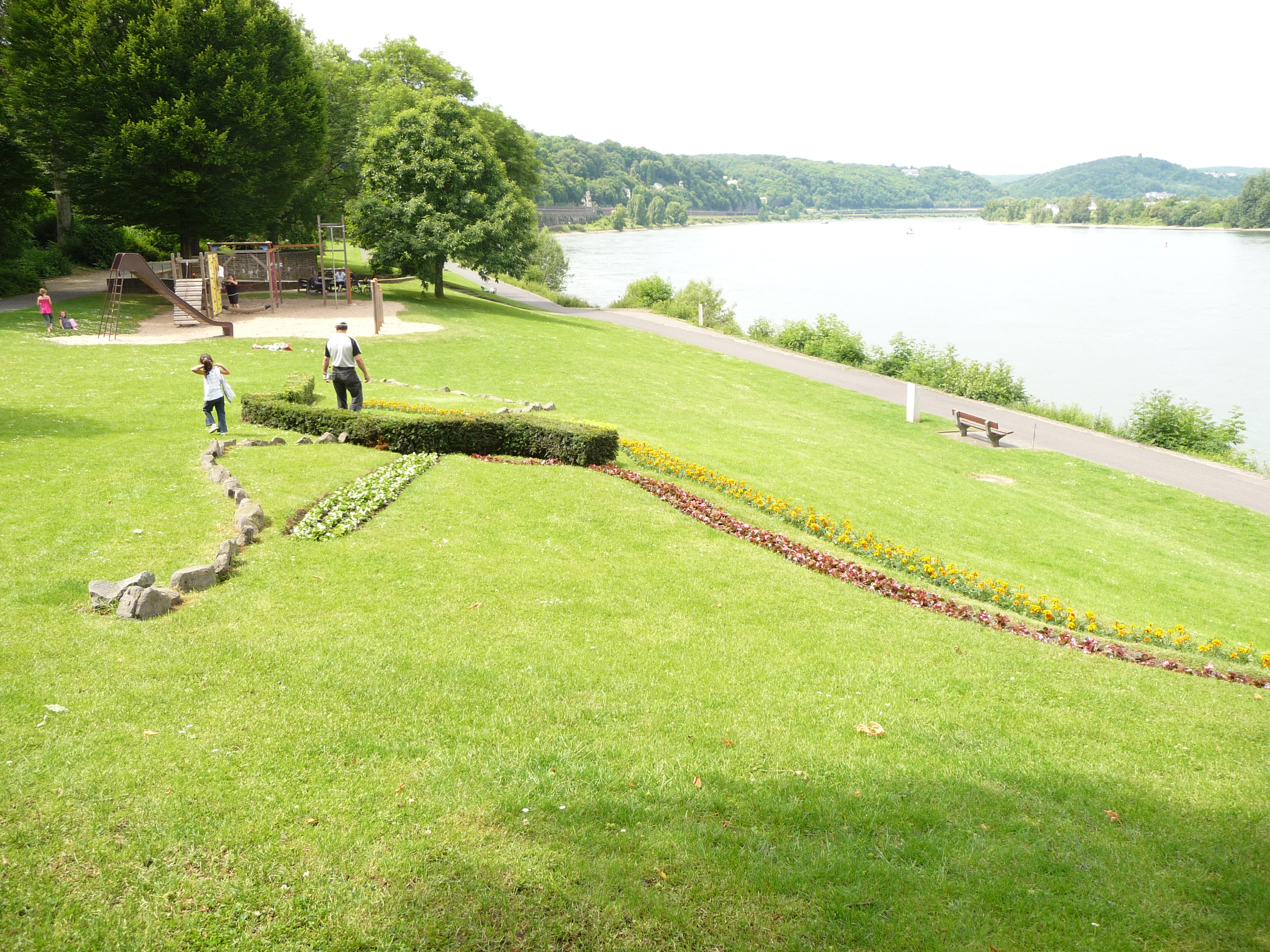
Peter Hutchinson: Thrown Rope
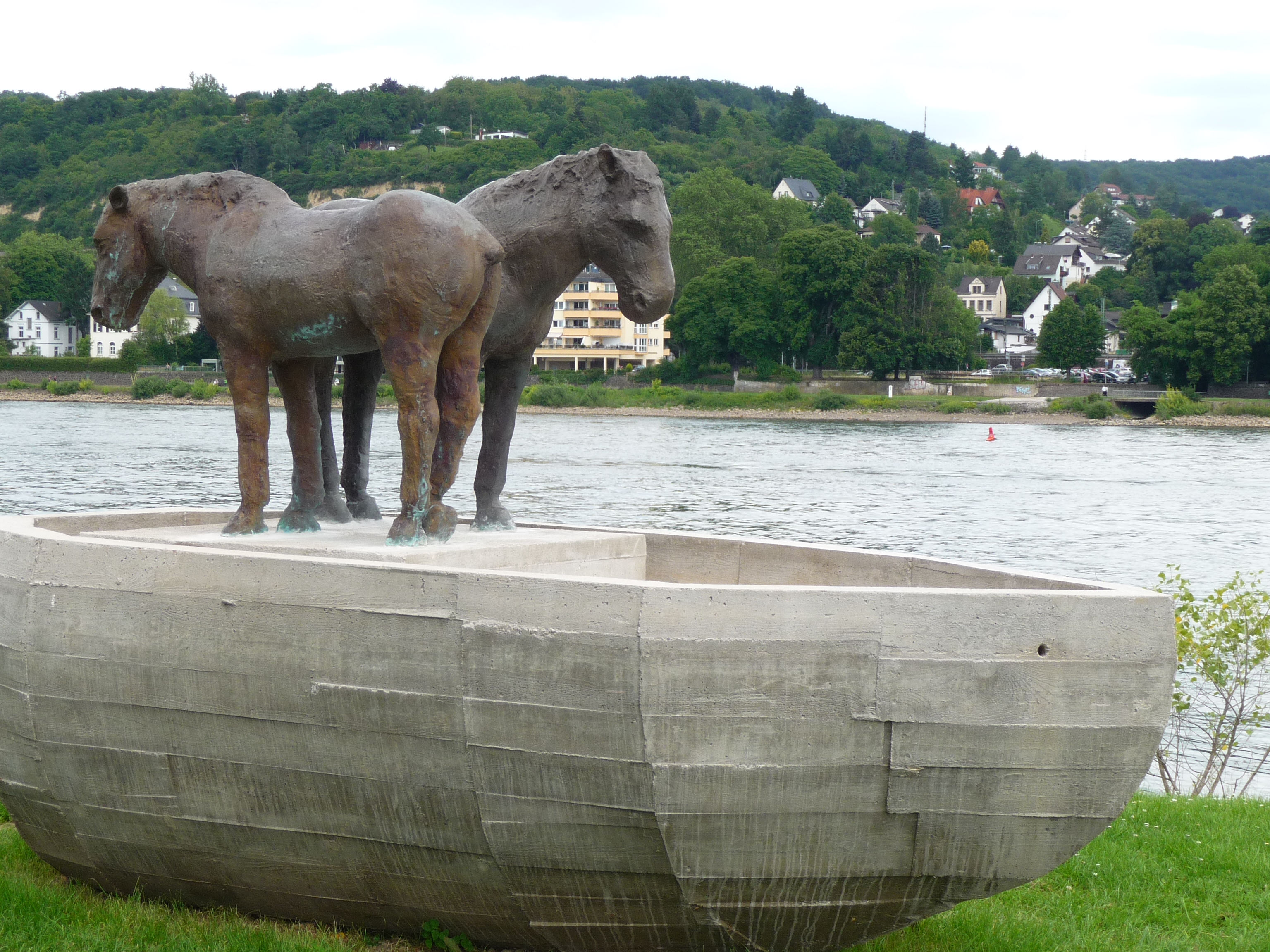
Johannes Brus: Zwei Pferde und ein Boot
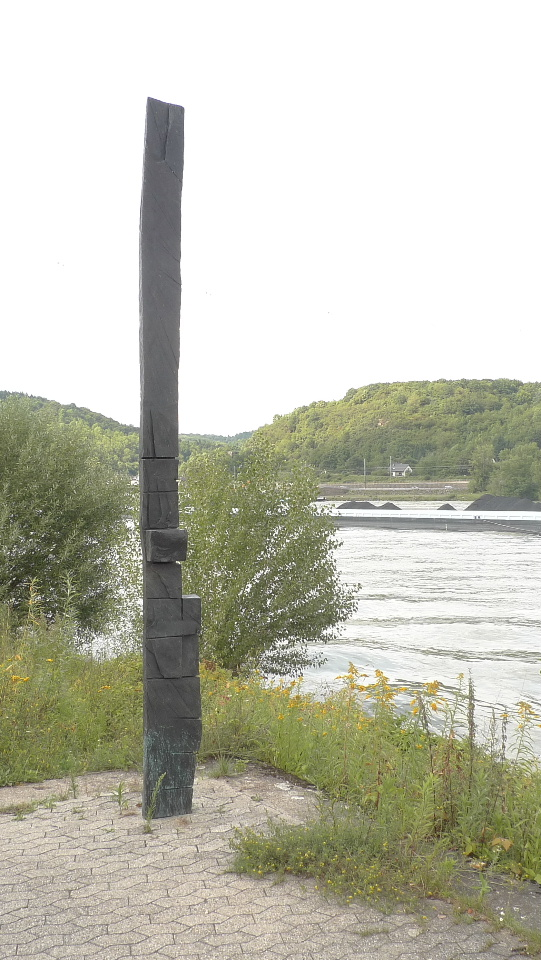
Erwin Wortelkamp: Im Stande